# Hebetacris
Hebetacris is een geslacht van rechtvleugeligen uit de familie veldsprinkhanen (Acrididae). De wetenschappelijke naam van dit geslacht is voor het eerst geldig gepubliceerd in 1981 door Liu.

## Soorten
Het geslacht Hebetacris  is monotypisch en omvat slechts de volgende soort:
- Hebetacris amplinota (Liu, 1981)